# 邓小平故居
邓小平故居又名“邓家老院子”，位于四川省广安市广安区协兴镇牌坊村。是中国党和国家领导人邓小平的祖居。
1997年邓小平故居命名为全国爱国主义教育基地。2001年6月25日列為第五批全國重點文物保護單位。2006年5月25日鄧小平青少年時代活動舊址（廣安縣立高等小學堂舊址、北山小學堂）列為第六批全國重點文物保護單位，歸入第五批全國重點文物保護單位鄧小平故居。2013年3月5日蠶房院子和翰林院子列為第七批全國重點文物保護單位，歸入第五批全國重點文物保護單位鄧小平故居。

## 紀念館

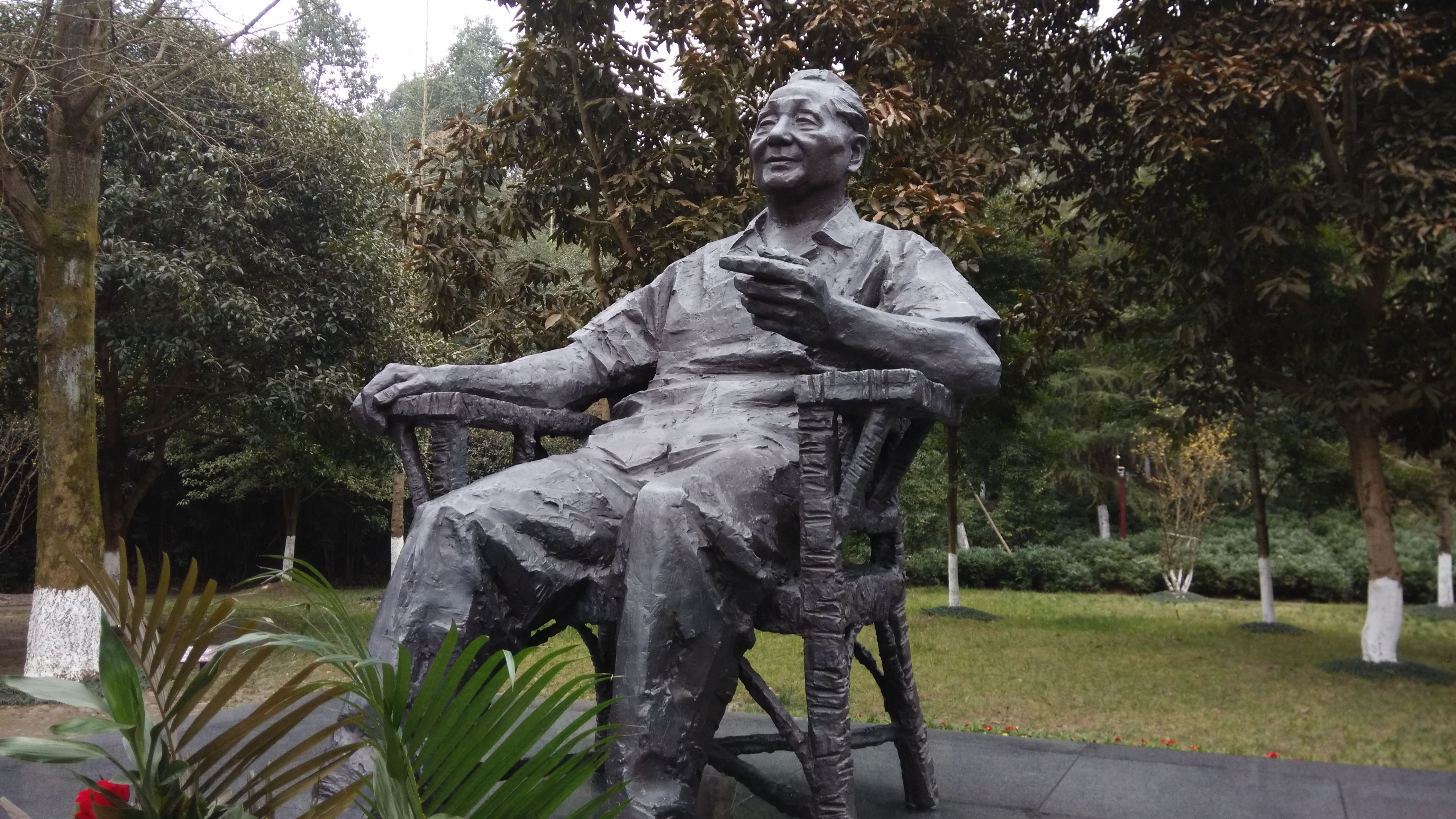
紀念園區內的雕像

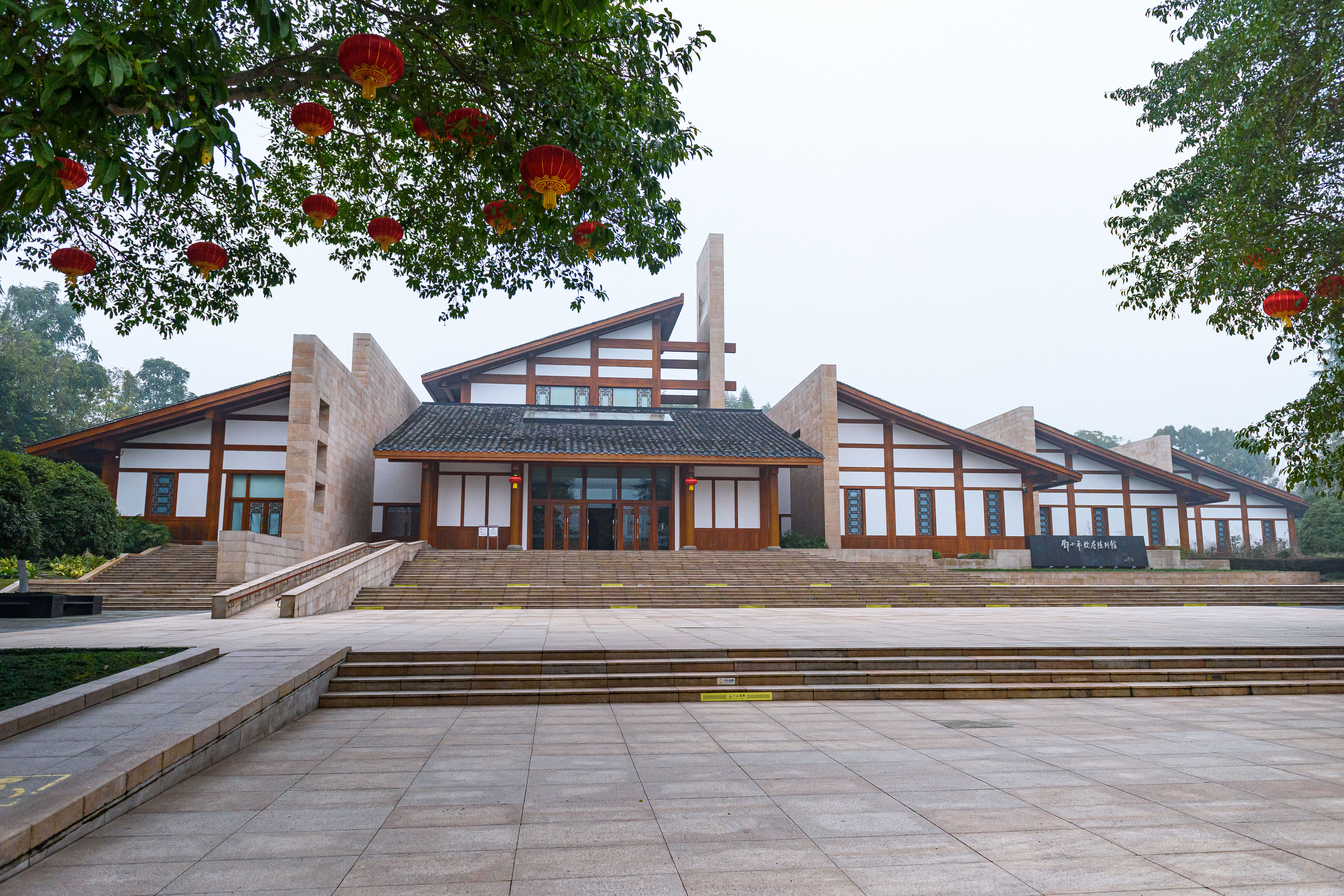
邓小平故居陈列馆

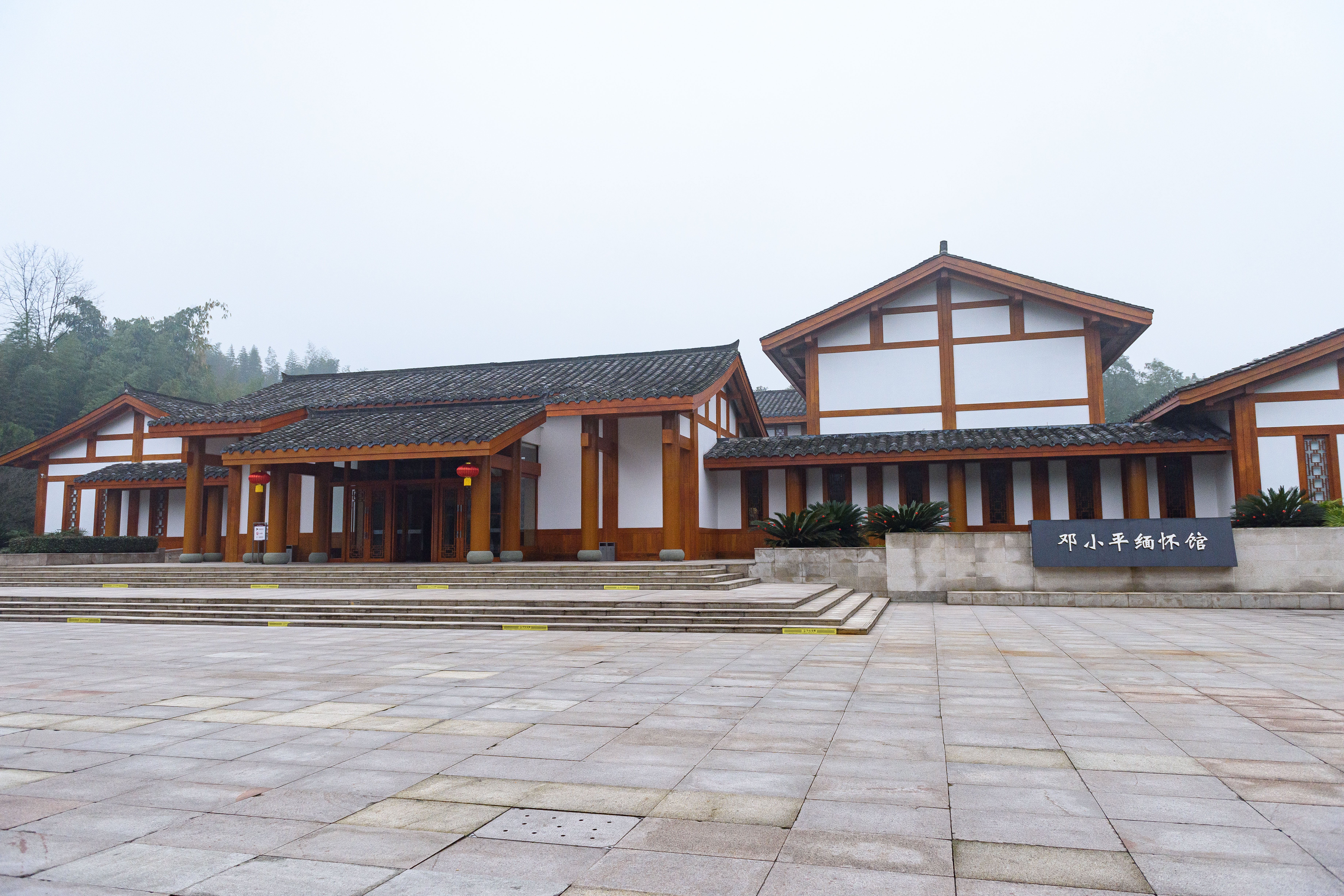
邓小平缅怀馆

中共中央為紀念鄧小平百年誕辰，批准興建「鄧小平故居陳列館」。陳列館佔地10畝，建筑面積3,800平方米。該館建築元素結合川東民居風格和現代建筑風格。陳列館外觀朴素，體現鄧小平不張揚的性格。右側設計有三個斜坡屋面三宕三疊、錯落有致，寓意鄧小平“三落三起”的革命歷程。中間一片高牆直聳雲天，寓意鄧小平的豐功偉績在人類歷史上樹起了不朽的豐碑，同時昭示中國人民旗幟鮮明，把中國特色社會主義現代化建設事業進行到底。整個建筑設計從斜坡到豐碑，又從豐碑到斜坡，寓意鄧小平從平凡走向偉大，又從偉大回歸平凡的含意。在建筑選材上，陳列館選用了花崗岩和柚木，寓意鄧小平剛柔相濟的性格。2004年8月13日正式落成開館，中共中央總書記、國家主席胡錦濤前往參觀並發表演說。江澤民則為陳列館題寫館名。2008年5月鄧小平故居陳列館被國家文物局評為首批國家一級博物館。
鄧小平故居陳列館由一個序廳、三個陳列展廳、一個珍藏廳、一個電影放映廳及相關附屬設施組成。陳列布展引入了國際博物館先進展示理念，以《我是中國人民的兒子》為主題，展出珍貴文物170件、圖片408幅、文獻資料200余件、復制場景4個、制作多媒體620萬字，結合聲、光、電等高科技手段，再現鄧小平的一生。2005年5月17日該展覽榮獲第六屆全國博物館系統十大精品陳列展覽特別獎。
此后，因陈列馆长期超负荷运行，且对邓小平的兴趣爱好、家庭生活等内容展示甚少，邓小平故居管理局又新建了总建筑面积4328平方米的邓小平缅怀馆，该馆2014年8月18日建成开放，分为一个序厅、三个展厅、一个缅怀影视厅，其中第二展厅展示有复印自中央档案馆的邓小平手迹，第三展厅为北京米粮库胡同邓氏故居场景复原厅。